# Shigella dysenteriae
Shigella dysenteriae o bacil de Shiga és un bacil gramnegatiu situat dins la classe dels gammmaproteobacteris. El nom del gènere Shigella prové del científic japonès Kiyoshi Shiga (1871-1957), que va descobrir-lo el 1897; per aquest motiu també es pot trobar amb el nom de bacil de Shiga. Les shigel·les són bacteris anaerobis facultatius no mòbils i no formadors d'espores. Són molt properes filogenèticament al gènere Escherichia, fins al punt que a vegades es consideren la mateixa espècie.
L'habilitat de multiplicar-se i envair cèl·lules epitelials i enteròcits converteix aquesta espècie en una molt patògena per als éssers humans, essent així el principal causant de la shigel·losi (disenteria bacil·lar). El serotip que causa brots d'aquesta malaltia amb més freqüència és S. dysenteriae serotip 1, ja que és el productor principal de l'enterotoxina Shiga dins del gènere Shigella..

## Història
Shigella dysenteriae va ser descrita per primer cop per André Chantemesse i Georges-Fernand Widal el 1888 a França, a partir de mostres extretes de cadàvers de soldats morts a Indoxina (actual Vietnam). Tot i que van aconseguir cultivar el bacteri, la descripció que en van fer era poc acurada i poc consistent i no van rebre el reconeixement de la comunitat científica. Uns anys més tard el japonès Kiyoshi Shiga, qui va estudiar a l'Institut de Malalties Infeccioses de Tòquio, va publicar els resultats d'un treball en què va aïllar el bacteri a partir de mostres de femtes de persones afectades de disenteria i el va anomenar Bacillus dysenteriae.
Shiga va estudiar mostres de femtes de 34 pacients afectats de disenteria aguda i dues mostres de paret intestinal de dos pacients morts per la infecció, i va trobar que, en 34 de les 36 mostres, hi havia un bacil similar al tifoide que era gramnegatiu, fermentador de dextrosa, indol negatiu i no formava àcids a partir del mannitol. Un cop aïllat, el va inocular a gossos i gats, però sense obtenir grans resultats. Finalment, Shiga es va auto-inocular subcutàniament una mostra del cultiu morta que li va permetre, deu dies després, obtenir una mostra de sèrum capaç d'aglutinar el bacil. Uns anys més tard va desenvolupar la primera vacuna contra el bacil, la qual provenia de cèl·lules inactivades per calor, que va ser injectada a milers de ciutadans japonesos, tot i que anys més tard ell mateix va posar en dubte la seva pròpia vacuna ja que es va veure que les campanyes d'higiene pública eren més eficaces i segures.

## Classificació
Shigella dysenteriae és una espècie del gènere Shigella. En algunes publicacions es pot trobar com a Bacillus dysenteriae, Shigella shigae, Eberthella dysenteriae o Escherichia disenteriae; però són noms que no estan validats pel Codi Internacional de Nomenclatura de Procariotes (ICNB, de l'anglès International Code of Nomenclature of Prokaryotes). Dins d'aquesta espècie s'han descrit els següents serotips:
- Shigella dysenteriae 1: és el serotip més rellevant, ja que és el principal productor de la toxina Shiga.[6]
- Shigella dysenteriae 2a
- Shigella dysenteriae 3
- Shigella dysenteriae 4

Algunes de les soques més importants aïllades de S. dysenteriae són:
- Shigella dysenteriae ASM193299v2 (genoma de referència)
- Shigella dysenteriae 155-74
- Shigella dysenteriae 1617
- Shigella dysenteriae 225-75
- Shigella dysenteriae 5514-56
- Shigella dysenteriae CDC 74-1112
- Shigella dysenteriae M131649
- Shigella dysenteriae S6554
- Shigella dysenteriae Sd197
- Shigella dysenteriae SD1D
- Shigella dysenteriae WRSd3
- Shigella dysenteriae WRSd5

## Patogènia

### Via d'infecció
La principal via d'infecció o contaminació per totes les shigel·les és la via feco-oral. A mesura que aquest microorganisme avança per l'intestí prim, els primers símptomes comencen a aparèixer (principalment diarrees, a causa de la producció d'enterotoxines i/o citotoxines).
Les diverses especies de Shigella, S. dysenteriae inclosa, presenten diversos factors de virulència (genètics, bioquímics, estructurals, etc.) que els permeten colonitzar l'epiteli del còlon. Aquests factors de virulència es troben codificats en plasmidis, els quals es mantenen bastant conservats en totes les espècies de Shigella. El factors de virulència s'expressen en major mesura en les condicions de l'intestí (presència de sals biliars, osmolaritat alta intestinal, per tal de dur a terme una infecció efectiva.
La caracterització de la interacció d'aquests determinants virulents de Shigella spp. amb els components cel·lulars de l'hoste, té com a objectiu augmentar el potencial neutralitzador d'anticossos que reconeixen aquests factors proteics. Tot i això, encara suposa un tema pendent de recerca.

### Factors de virulència

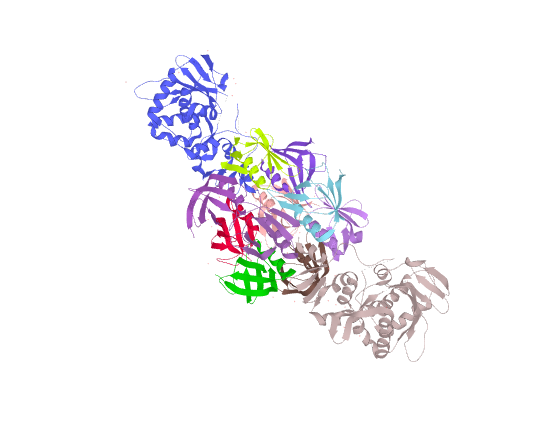
Estructura 3D de la subunitat A de la proteïna Shiga (Stx) en S. dysenteriae.

Les diferents espècies de Shigella. més virulentes (S. dysenteriae, S. flexneri, S. sonnei i S. boydii, en ordre decreixent) tenen un ampli ventall de factors de virulència. El genoma de la soca S. dysenteriae Sd197 va ser el primer de l'espècie en ser seqüenciat, i aquest fet va permetre estudiar els plasmidis que presenten (pSD1_197 i pSD197_Spa) i que codifiquen tots els factors de virulència que acaben causant la shigel·losi. Els més importants són:

#### Proteïnes Shiga
Com s'ha comentat anteriorment, l'únic serotip de Shigella dysenteriae que expressa la proteïna Shiga (Stx) és el serotip 1. Aquesta proteïna és una citotoxina molt potent capaç d'inhibir la síntesi de proteïnes en les cèl·lules susceptibles de mamífers. Hi ha molt poca recerca sobre el seu paper en la diarrea causada per les shigel·les (tot i l'elevat nombre d'enterotoxines que aquestes generen). És molt semblant a la proteïna ricina produïda per Ricinus communis; ja que, entre d'altres característiques, ambdues interaccionen amb l'ARN 28S de la subunitat 60S del ribosoma cel·lular i inhibeixen el procés de traducció proteica.

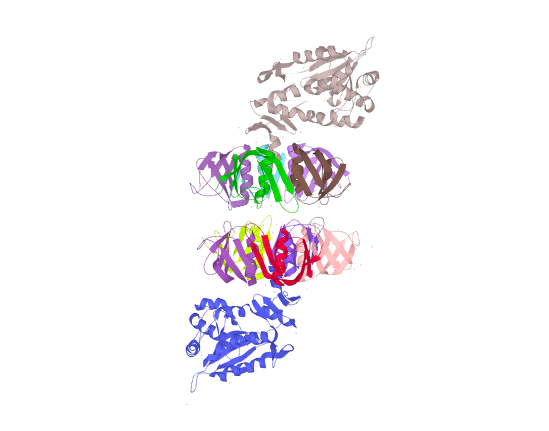
Estructura 3D de la subunitat B de la proteïna Shiga (Stx) en S. dysenteriae.

Els gens que codifiquen la proteïna Stx són propis del genoma de pròfags lambdoides (fags lambda), els quals es troben a la regió d'inserció d'aquest tipus de virus. En altres bacteris productors de toxines Shiga (per exemple el grup Stx-productor d'Escherichia coli -STEC-, el qual inclou el serotip O157:H7 i altres E. coli enterohemorràgiques), aquests gens estan controlats per l'activació del provirus en estat lisogènic, ja que en formar-se les partícules víriques, produeixen les proteïnes Stx. En canvi, s'ha vist que els gens del pròfag lambda en S. dysenteriae són defectius (és a dir, no generen partícules víriques funcionals), pel que es creu que les toxines Shiga estan sota el control dels gens cromosòmics bacterians i no del pròfag.

#### Altres
- Proteïnes Ipa

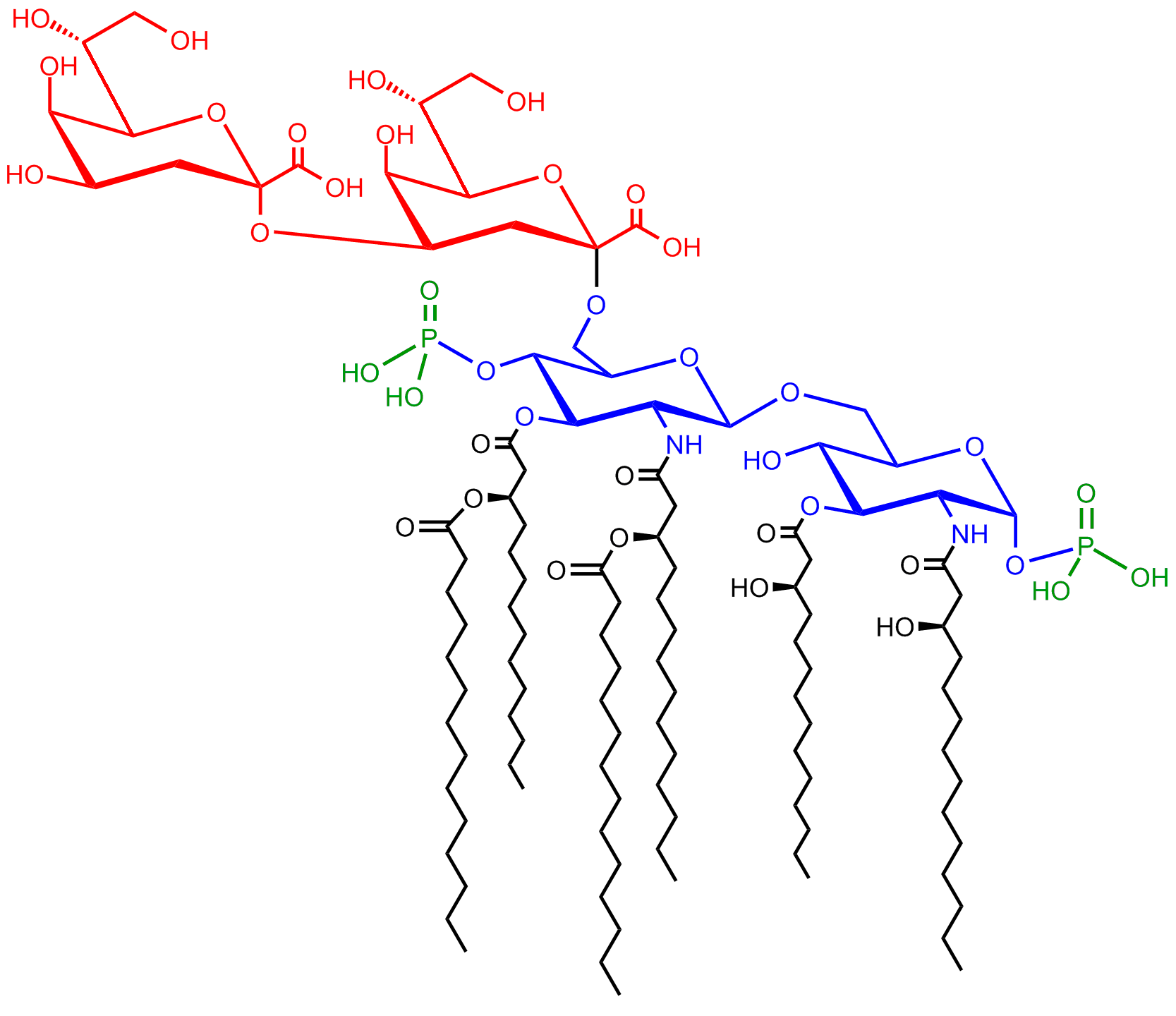
Estructura del LPS: lípid A (color negre), nucli de glúcids (blau), polisacàrid O (vermell) i diversos grups fosfat (verd).

La gran majoria de proteïnes Ipa (anomenades així per les seves sigles en anglès: Invasion Plasmid Antigen) provoquen l'endocitosi de les shigel·les en les cèl·lules epitelials i macròfags, però hi ha altres Ipa amb funcions diferents: la IpaB indueix la lisi de la vesícula endocítica, cosa que permet la sortida del bacteri al citoplasma, mentre que altres tipus de proteïnes Ipa estan relacionades amb l'alliberament de citoquines i la lisi de macròfags.
- Proteïnes Ics

Són proteïnes de propagació intercel·lular (de l'anglès: Intercellular Spread) codificades als plasmidis de Shigella spp.. La proteïna IcsA provoca la polimerització d'actina filamentosa, formant així una cua que proporciona una força motriu a S. dysenteriae. Aquestes proteïnes deformen la membrana plasmàtica de la cèl·lula infectada i permeten el seu moviment per poder-ne infectar d'altres. D'altra banda, la proteïna IcsB s'encarrega de llisar les cèl·lules per augmentar propagació del patogen.
- Antigen O

El presenten totes les shigel·les a la superfície de la paret cel·lular, ja que formen part del lipopolisacàrid (LPS). És un factor que contribueix, junt amb els esmentats anteriorment, a la virulència d'aquests bacteris. L'antigen O està compost pel lípid A (molt tòxic), un nucli format per regions amb diversos glúcids i finalment un polisacàrid O.

## Shigel·losi

### Epidemiologia
La shigel·losi és una malaltia que presenta una distribució mundial, sobretot en climes tropicals i moderats. Es donen uns 164 milions de casos a tot el món i 1 milió de morts anualment, afectant principalment als nens que viuen en països en vies de desenvolupament. Acostuma a ser una infecció autolimitada que pot durar entre 4 i 7 dies, tot i que els casos relacionats amb S. dysenteriae estan associats a brots endèmics i complicacions com poden ser: el megacòlon tòxic, la perforació intestinal i la síndrome hemolíticourèmica (la qual en els últims anys presenta taxes de mortalitat d'un 20% en pacients hospitalitzats). A Espanya és una malaltia de declaració obligatòria.
El principal reservori d'aquesta malaltia som els humans, ja que fora de l'organisme els bacils són molt làbils. Per aquest motiu s'hauran de processar ràpidament les mostres fecals.
Com ja s'ha esmentat, presenta una transmissió per via feco-oral; però també es pot originar com a conseqüència de la ingesta d'aliments contaminats. En els països del primer món no sol haver casos aïllats, ja que normalment es donen brots generalment relacionats amb la mala higiene personal o, més rarament, la ingesta d'aliments contaminats. Els brots se solen iniciar en ambients on la higiene personal és deficient: presons, camps de refugiats o en missions militars. Cal destacar que un dels factors que fa que S. dysenteriae tingui una transmissibilitat tan elevada és la baixa dosi infectiva que presenta: un inòcul de 10 cèl·lules és suficient per a produir les manifestacions clíniques característiques d'aquesta infecció.
Els portadors poden ser asimptomàtics, en aquest cas, acostumen a transmetre la malaltia durant uns pocs mesos. Pel que fa als individus simptomàtics, poden transmetre la malaltia durant 4 setmanes, de forma general, des de l'aparició de símptomes.

### Simptomatologia
La shigel·losi que provoca S. dysenteriae (tipus de disenteria) sol iniciar-se entre les 24-48 hores des del primer contacte amb el bacil i els primers símptomes i signes que es mostren són: febre, mal de cap, malestar general, anorèxia i vòmits. En individus immunocompetents, els símptomes disminueixen al cap de pocs dies.
D'altra banda, en individus amb el sistema immune compromès o en presència de factors de risc, la malaltia pot evolucionar amb un mal pronòstic. En alguns infectats, unes hores o dies després, els símptomes de la shigel·losi inclouran: disenteria (el més comú) i/o diarrea amb freqüents femtes sanguinolents mucoides, rampes abdominals inferiors (poden conduir a una apendicitis) i tenesme. Aquests símptomes poden ser acompanyats per nàusees i vòmits, però són menys freqüents. Els individus simptomàtics que presentin diarrea seran els principals transmissors de la malaltia. No existeixen grups de persones immunes a la shigel·losi, però sí que hi ha individus que, en funció de l'estat del seu sistema immune, poden tenir un risc menor a contraure la malaltia.
En individus que prèviament hagin estat infectats, es poden donar casos d'infeccions asimptomàtiques.

### Diagnòstic clínic
Per a poder dur a terme el diagnòstic clínic d'aquesta malaltia, una vegada s'han detectat els símptomes i signes del pacient i se sospita que es tracta d'una shigel·losi, s'analitza la femta del pacient per a la detecció del patogen. Les mostres de femta han de ser processades en un termini màxim de dues hores després de la seva emissió. Procedir amb l'anàlisi passat aquest interval de temps podria donar lloc a resultats incorrectes, ja que els bacils de Shiga són molt làbils.
En la majoria de casos S. dysenteriae és l'agent etiològic causant de la shigel·losi. És per això, que durant el diagnòstic microbiològic clínic d'un pacient que presumptament està infectat, en la majoria de casos es duu a terme un coprocultiu. La femta es sembra en un medi diferencial i selectiu; i en el cas que hi hagi creixement de microorganismes, aquests s'identifiquen mitjançant tincions (detecció microscòpica) i proves bioquímiques que detectin les toxines pròpies de S. dysenteriae i/o la composició antigènica del microorganisme.
En el coprocultiu es volen obtenir colònies aïllades, per tant es fa una sembra en medis. Els més utilitzats per la detecció de Shigella spp. són els següents:
| Medi                                 | Descripció del medi | Característiques de les colònies                                                      |
| ------------------------------------ | --- | ------------------------------------------------------------------------------------- |
| Agar MacConkey                       | Medi selectiu i diferencial per Enterobacteriaceae i altres bacils gramnegatius. És necessari aprofundir l'estudi mitjançant altres medis. | Les colònies de Shigella spp. són incolores i acostumen a ser llises.                 |
| Agar Salmonella - Shigella (SS)      | Medi selectiu i diferencial per a bacils entèrics patògens que s'usa per a descartar una infecció per S.dysenteriae.                       | Les colònies de Shigella flexneri acostumen a ser de color rosa clar o incolores.     |
| Agar Xilosa-Lisina-Desoxicolat (XLD) | Medi moderadament selectiu i diferencial. Útil per a les colònies sospitoses de ser Shigella spp.                                          | Les colònies de Shigella spp. són de color vermell però les de Salmonella spp. també. |
| Agar eosina blau de metilè (EMB)     | Medi selectiu i diferencial. | Les colònies de Shigella spp. són incolores.                                          |
| Agar entèric de Hektoen              | Medi selectiu i diferencial utilitzat per aïllar Salmonella spp. i Shigella spp.                                                           | S'obtenen les colònies de Shigella spp. de color verd i humides.                      |

S'ha de tenir en compte que en la majoria de casos quan s'obté un creixement de les colònies no es pot assegurar que es tracta de S. dysenteriae però si que es pot determinar amb més seguretat que es tracta de Shigella spp..
Una vegada s'hagi obtingut el creixement dels microorganismes, és molt recomanable fer una ressembra de les colònies sospitoses mitjançant tècniques estàndard. Els medis més recomanats per la ressembra són l'agar de ferro de Kligler (KIA), l'agar ferro triple sucre (TSI) i l'agar de ferro i lisina (LIA).
Totes les colònies de Shigella spp. que creixin en aquests medis tindran uns trets característics: fermenten la glucosa sense produir gas, no utilitzen la lactosa, no produeixen SH2 , són immòbils i no descarboxilen ni desaminen la lisina. Generalment, sempre que compleixin totes aquestes característiques es tractarà de Shigella spp., però s'ha de tenir en compte que les colònies aïllades també poden pertànyer al gènere Yersinia spp. o poden ser soques atípiques d'Escherichia coli, entre d'altres.

Per realitzar una detecció més restrictiva i observar si es tracta de S.dysenteriae es aconsellable dur a terme identificacions bioquímiques comercials o elaborades al laboratori per a identificar el microorganisme aïllat. Per aquestes identificacions es pot tenir en compte que Shigella dysenteriae no fermenta mannitol i S. dysenteriae tipus 1 expressa β-galactosidasa i no produeix catalasa; una característica molt estranya entre els Enterobacteriaceae.

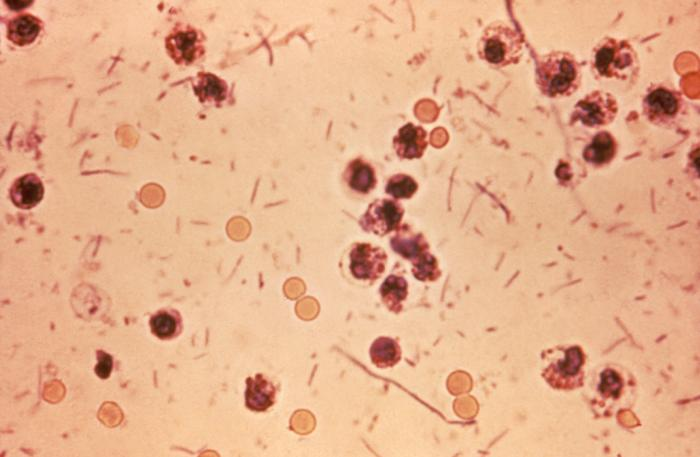
Tinció de gram de Shigella dysenteriae.

Per a l'estudi, s'obté un volum significatiu de femta i es realitza una detecció microscòpica de leucòcits i hematies en la mostra mitjançant una tinció en fresc. Aquesta prova no ens aportaria informació directa sobre quin microorganisme és, però ens informa sobre si el pacient està patint una enteritis bacteriana invasora (que pot ésser causada per algunes espècies dels gèneres Campylobacter spp., Salmonella spp., Shigella spp. o Yersinia spp., entre d'altres). Les tincions que es realitzen per a la detecció de leucòcits i hematies en femtes són:
- Tinció amb blau de metilè de Loeffler o la tinció Wright: detectar la presència de leucòcits i hematíes fecals.
- Tinció de Gram: segons el resultat, pot conduir a la sospita d'una infecció per Shigella spp. o per una altra espècie entero-invasora (se sol realitzar a l'inici del diagnòstic).

En cas que hi hagi la sospita de bacterièmia o sèpsia s'haurà de realitzar un hemocultiu.

### Tractament
Històricament, s'ha considerat Shigella spp. un gènere amb molta facilitat per desenvolupar resistències a antibiòtics. La resistència a antimicrobians és freqüent i el patró de resistència és imprevisible, per això s'ha de determinar la sensibilitat de les soques de Shigella spp. del pacient fent un antibiograma.
Sempre que el malalt es mantingui ben hidratat, la shigel·losi serà generalment una malaltia autolimitada que no necessitarà antibiòtics. Ara bé, si hi ha factors de risc que posen en perill la salut del pacient (edat, estat del sistema immune, pronòstic de la malaltia, etc) es durà a terme el tractament empíric contra la shigel·losi que consta principalment de ciprofloxacina o bé azitromicina o ceftriaxona, sempre seguint els resultats de l'antibiograma.
Amb un tractament adequat, la shigel·losi pot perdurar aproximadament 3 dies, reduint els símptomes durant les primeres 48 hores. Mentre que sense tractar, la malaltia pot mantenir-se de 2 a 10 dies amb una elevada probabilitat de patir complicacions. Si el pacient no respon al tractament, és recomanable canviar l'antibiòtic.
La OMS ha declarat com una amenaça global les resistències de Shigella dysenteriae contra els antibiòtics i fa una crida per a la cerca de nous antimicrobians. D'altra banda, la possibilitat d'una vacuna està sobre la taula, però totes les que han estat dissenyades fins ara han de continuar essent evaluades ja que la immunitat vers Shigella spp. és específica del serotip.

### Prevenció
Les mesures higièniques són un pilar fonamental per una bona prevenció de S. dysenteriae. La via principal de transmissió de la shigel·losi és la via fecal-oral. Per aquest motiu, rentar-se correctament les mans (en especial després de defecar) és una de les mesures més eficaces de prevenció de la shigel·losi, ja que el fet de no fer-ho pot disseminar la infecció per contacte directe a altres persones, o bé de manera indirecta a l'hora de manipular aliments. Una altra causa de disseminació són les mosques, ja que aquestes transporten els microorganismes i poden transportar-los des d'una femta a un aliment.
En aquest aspecte, també és de gran importància la potabilització de les aigües. Perquè si s'utilitza aigua contaminada per al reg en camps de cultiu, s'està exposant als productes de posterior consum a microorganismes potencialment patògens.

#### Vacunes
D'altra banda, s'estan fent molts estudis sobre la vacunació contra el gènere Shigella spp., s'està desenvolupant i està donant resultats molt prometedors. La vacuna que sembla més útil consisteix en la inoculació de shigel·les inactivades (mortes) representants de les espècies amb més ressò clínic (S. flexneri, S. sonnei o S. dysenteriae) mitjançant una vacuna inactivada. Tot i que la immunitat obtinguda contra aquests patògens podria ser major en vacunes atenuades, però encara s'ha d'estudiar.

## S. dysenteriaeen aliments
La font principal de la contaminació dels aliments per Shigella spp. és la mala higiene per part del personal que els manipula. Per això, sempre és recomanable dur a terme les bones pràctiques de manufactura i portar un control de cada punt crític de la manipulació de l'aliment (APPCC).
Per altra banda, S. dysenteriae és sensible a la calor: si es realitza un bona cocció dels aliments entra en un estat viable però no cultivable. A més, s'ha observat que, fent una inoculació artificial, algunes fruites i verdures poden ser un bon medi per al creixement d'aquesta espècie. També s'ha observat que poden créixer (inoculades artificialment) en aigua, maionesa, musclos, llet, alguns tipus de carn, entre molts d'altres. Pel que fa al temps de supervivència, s'observa que varia en funció de l'aliment. En la farina i en la llet pasteuritzada pot sobreviure durant 170 dies; en els ous, les cloïsses i les gambes durant 150 dies; en les ostres durant 30 dies i en la clara d'ou durant 20 dies.
En general, se sol parlar conjuntament de quatre espècies patògenes de Shigella spp. que causen brots de shigel·losi per transmissió alimentària. La distribució en tant per cent dels brots de shigel·losi de les diferents espècies queda resumida a continuació:
| Shigella spp.  | % d'aïllats coneguts |
| -------------- | -------------------- |
| S. sonnei      | 78%                  |
| S. flexneri    | 20%                  |
| S. boydii      | 2%                   |
| S. dysenteriae | <1%                  |

Els casos d'un brot per part de S. dysenteriae mitjançant aliments o aigua són anecdòtics. De fet, la majoria de vegades no es troba un vector relacionat amb el menjar, sinó en la manca d'higiene personal dels cuiners en els restaurants. De fet, l'any 1997 va haver un brot de shigel·losi en un laboratori dels EUA. L'origen del brot fou un treballador que, intencionadament, va contaminar les pastes de la sala de descans amb un cultiu de Shigella dysenteriae serotip 2a (que posteriorment es va comprovar que no estava sencer).

### Detecció en aliments
Tot i que Shigella spp. s'aïlla fàcilment en mostres clíniques, és més complicat aïllar-la en les mostres d'aliments. La concentració de Shigella spp. pot ser molt baixa en comparació a la concentració de la microbiota autòctona, per tant, l'aïllament de Shigella spp. es pot veure inhibit per la microbiota autòctona, especialment pels bacteris coliforms i Proteus spp., de manera que serà molt difícil detectar-la.
Actualment no es disposen de medis de cultiu que eliminin completament als seus competidors, de manera que, sovint, Shigella spp. es troba invalidada pel creixement d'aquests. Tot i això, per l'aïllament i la detecció de Shigella spp. en els aliments s'utilitzen cultius bacteriològics i assajos de base molecular. En relació amb els assajos de base molecular, s'ha vist que els microarrays és la tecnologia que pot tenir un impacte potencial més significatiu en quant al ràpid diagnòstic de diferents aspectes de la seguretat alimentària. Els xips es poden dissenyar per tal que continguin sondes amb diversos objectius, com ara: la identificació de gens específics segons el serotip de Shigella spp., la virulència, la resistència als antimicrobians, etc.
Normalment no es fa una recerca específica de S. dysenteriae en els aliments ja que aquest patogen no sol trobar-s'hi perquè és molt làbil, sinó que se sol buscar organismes pertanyents al gènere Shigella spp.. D'aquesta manera, si s'identifiquen aquests bacils en un aliment, es farà la identificació bioquímica de les quatre espècies patògenes humanes del gènere: S. dysenteriae, S. flexneri, S. boydii i S. sonnei. Es fa per protocol, ja que rarament s'identifica S. dysenteriae (0,1%). En el reglament CE 2073/2005 no s'estableixen límits microbiològics per a la detecció de Shigella spp. en aliments susceptibles.

## Aplicacions a la biotecnologia
Els gens ompA de Shigella dysenteriae s'han utilitzat per a construir vectors d'expressió superficial per a gens externs. És a dir, la construcció gen extern-ompA s'usa com a vector per a expressar proteïnes d'altres microorganismes en la superfície del bacil. Per a poder dur a terme aquest procediment, s'insereixen els gens externs als gens ompA mitjançant enginyeria genètica. S'han fet experiments amb els gens que codifiquen la β-galactosidasa, antígens de la malària, el virus de la glossopeda (febre aftosa del bestiar) i la glucoproteïna hemaglutinina (HA). Tots aquests experiments han estat realitzats amb èxit, el que dona una visió de futur cap al desenvolupament d'una nova tècnica d'elaboració de vacunes.